# Vladimir Batalov
Pour les articles homonymes, voir Batalov.
 (août 2014).
Si vous disposez d'ouvrages ou d'articles de référence ou si vous connaissez des sites web de qualité traitant du thème abordé ici, merci de compléter l'article en donnant les références utiles à sa vérifiabilité et en les liant à la section « Notes et références ».
Vladimir Petrovitch Batalov (en russe : Владимир Петрович Баталов), né dans l'Empire russe le 6 septembre 1902 et mort à Moscou le 14 mars 1964 , est un réalisateur et acteur soviétique originaire de Russie.

## Biographie
Vladimir Batalov est le frère du comédien Nikolaï Batalov.
Marié avec l'actrice Nina Antonovna (ru), le couple a eu un fils, l'acteur Alexeï Batalov.

## Filmographie

### Comme acteur
- 1928 : La Maison de la place Troubnaïa (russe : Дом на Трубной, Dom na Trubnoy) de Boris Barnet
- 1936 : Grounia Kornakova

### Comme réalisateur et acteur
- 1940 : Baby (ru)